# Alejandra Theus
Alejandra Theus (12 oktober 1981) is een Vlaams-Colombiaanse actrice.
Theus studeerde af in 2008 aan de Toneelacademie Maastricht. Tezamen met enige studiegenoten vormde ze het Vlaams-Nederlands spelerscollectief Detlev. Detlev debuteerde in de theaterproductie Het Koude Kind. Voor haar vertolking hierin ontving zij in 2008 de Kemn-A-ward voor de meest veelbelovende actrice op het ITs Festival in Amsterdam.
Daarnaast speelde Theus in Nederland en België onder meer in Britannicus van Toneelgroep Amsterdam, De Misantroop van Toneelgroep Oostpool en Woyzeck van Het Huis van Bourgondië en in meerdere producties van Theater Artemis, waaronder Woeste Hoogten, Mouchette van Arne Sierens en Juffrouw Julie.
Op televisie verscheen ze in Code 37 en Loslopend wild. In 2014 vertolkte ze de rol van Veerle Stuyvezandt in de vtm-reeks Amateurs. In 2015 speelde ze ook Els Buts in de serie Tom & Harry. In 2017, en ook later in 2020, speelde ze mee in de Eén-serie Zie mij graag. Daarin vertolkte ze de rol van Anna. Ze speelde eveneens in de kortfilm Palookaville. In 2019 was ze te zien in de politiereeks Flikken Maastricht als Juliette. Ze had ook een gastrol in De Callboys, waarin ze een makelaar speelde.

## Filmografie

### Televisie
- 2012: Code 37 (Vanya De Wit)
- 2012-2022: Loslopend wild
- 2013: De meisjes van Thijs (Magali)
- 2014: Amateurs (Veerle Stuyvezandt)
- 2015: De bunker (Nathalie Gijsels)
- 2015: Tom & Harry (Els Buts)
- 2017-2020: Zie mij graag (Anna Swaenepoel)
- 2018: De dag (Ellen De Vos)
- 2019: Flikken Maastricht (Juliette Bison)
- 2019: Soof: een nieuw begin
- 2019: Callboys (Makelaarster)
- 2020: Over water (Karen Demesmaecker)
- 2021:22/3: Wij waren daar (verpleegster)
- 2022: Couples Therapy (Britt)
- 2023: Boomer (Veronique)
- 2024 De Toeslagenaffaire (Vera Flores)

### Film
- 2017: Palookaville kortfilm (Annabelle)
- 2019: Toy Story 4 (Vlaamse stem Gabby Gabby)
- 2020: Terug naar Zotteken Waes (Matilde)

### Theater
- 2006: Over vloed
- 2006: Oresteia
- 2007: Chatroom
- 2007: Schrijflab
- 2007: Britannicus
- 2008: mightysociety5 - Hoe ik ook verlangde naar een nieuwe utopie
- 2008: Acht
- 2008: Woyzeck
- 2009: Ribstuk
- 2009: 's-Heerskinderen
- 2009: Woeste hoogte, Rustelooze zielen
- 2010: Beste sneeuw
- 2010: Adem
- 2010: Mouchette
- 2011: Freule Julie
- 2011: De Misantroop
- 2012: Wuthering Heights, Restless Souls
- 2012: De ziekte die jeugd heet
- 2012: Antigone (Antigone)
- 2013: Cyrano
- 2013: Wreed en teder
- 2014: Bossen
- 2015: Code 010
- 2015: De kersentuin
- 2017: Domestica
- 2017: In Europa
- 2017: Revolutionary Road (April) (herneming in 2021 als livestream[1])
- 2023: Groupe Diane (Lisa)
- 2023: Mooie Jaren (Danielle)
- 2024: Ademen